# منتخب النمسا لكرة القدم الأمريكية
منتخب النمسا لكرة القدم الأمريكية (بالألمانية: Österreichische American-Football-Nationalmannschaft)‏ هو ممثل النمسا الرسمي في المنافسات الدولية في كرة القدم الأمريكية .